# Associazione Sportiva Dilettantistica Volturno Sporting Club
L'Associazione Sportiva Dilettantistica Volturno Sporting Club és un club de waterpolo italià de la vila de Santa Maria Capua Vetere, a la Campània.
Fundat el 1981, competeix tant en categoria masculina com en femenina. El 1992 va perdre la final de la Recopa contra el CN Catalunya.

## Palmarès masculí
- Copa LEN
  - Finalistes (1): 1993-94
- Recopa d'Europa
  - Finalistes (1): 1991-92
- Copa COMEN
  - Campions (1): 1992

## Palmarès femení
- Campionat italià
  - Campiones (7): 1984-85, 1985–86, 1986–87, 1987–88, 1988–89, 1989–90, 1990–91